# Papaver canescens
Papaver canescens är en vallmoväxtart som beskrevs av Tolmatch.. Papaver canescens ingår i släktet vallmor, och familjen vallmoväxter. Inga underarter finns listade i Catalogue of Life.